# Янг Елефантс
Футбольний клуб «Янг Елефантс» (лаос. ສະໂມສອນບານເຕະ ຊ້າງນ້ອຍ) — професійний лаоський футбольний клуб з міста В'єнтьян. Клуб грає в Прем'єр-лізі Лаосу, найвищій футбольній лізі Лаосу. З 2018 року клуб належить сінгапурському бізнесмену Джейсону Ліму. Клуб виграв 2 титули чемпіона країни (двічі поспіль без поразок) і один раз Кубок Лаосу.

## Історія
Клуб «Янг Елефантс» був заснований в 2015 році Лаоською федерацією футболу з метою забезпечити професійне зростання футболістів віком від 16 до 19 років, і допомогти їм розпочати професійну кар'єру. Але в 2017 році федерація відмовився від права власності на клуб через правила щодо ліцензування та приватизації клубу, та запросила Джейсона Ліма, який був добре відомий федерації завдяки його добровільному спонсорству молодіжної збірної Лаосу між 2009 та 2017 роками. Через рік Джейсон Лім перебрав керівництво клубом на себе, та залучив інших сінгапурців, які проживали у Лаосі, а саме Кевіна Перейру та Філіпа Тея, до правління клубу. Проте все це потребувало значних витрат. З 2018 року Джейсон Лім є президентом і керуючим клубу, вкладаючи свою пристрасть і ресурси в команду. Джейсон Лім сказав, що він витратив близько 1 мільйона доларів після того, як очолив клуб, а також щороку відвідує «Peninsula Plaza» в Сінгапурі, щоб купити найновіші футбольні бутси для всієї команди, щоб його гравці справді відчували себе професійними гравцями, також великі витрати пішли на підвищення зарплат гравців. Під дальновидним керівництвом Джейсона Ліма «Янг Елефантс» розпочав стрімкий підйом. Досягнення клубу є ще більшими тим, що його гравці складають приблизно 80 % національної збірної Лаосу, що свідчить про їх талант і помітність у країні. Під керівництвом свого сінгапурського головного тренера Сатьясагари, який очолив клубу в березні 2022 року, в клубі культивували культуру єдності, рішучості та наполегливої праці. Тренерська філософія сінгапурського тренера виходить за рамки тактичних аспектів гри, оскільки він зумів двічі поспіль виграти чемпіонат без поразок. Сатьясагара створив середовище, де кожен гравець відчуває, що його цінують і розуміють. Встановивши глибокий зв'язок зі своєю командою, тренер виховав почуття довіри та товариськості, що підживлює виступи футболістів на полі.

### Непереможені (2022—2023 роки)
У сезоні 2022 року «Янг Елефантс» успішно розпочали чемпіонат, який увійде в історію лаоського футболу. Завдяки безпрограшній серії, яка тривала весь чемпіонат, клуб підтвердив свій авторитет на полі. З 18 матчів, які зіграла команда, «Слони» перемогли в 13 і здобули 5 нічиїх, набравши 44 очки. «Янг Елефантс» на 11 очок випередив найближчого суперника клуб «Мастер 7», не залишаючи сумнівів у тому, що вони гідно стали переможцями чемпіонату 2022 року. Забезпечивши свій перший титул у Прем'єр-лізі Лаосу, клуб стикнувся з важким завданням захистити свій титул у сезоні 2023 року. Частина оглядачів сумнівалися, чи зможе команда зберегти той самий рівень домінування і знову залишитися непереможеною. Відповідь була максимально зрозумілою. Знову «Слони» довели свій незламний дух, залишившись непереможеними, та здобувши свій другий поспіль чемпіона країни. З 14 ігор, зіграних у сезоні 2023 року, «Слони» вийшли переможцями у 12, і здобули дві нічиї, демонструючи своє невгамовне прагнення до успіху.

### Дебют у Кубку АФК
У 2022 році клуб «Янг Елефантс» дебютував у Кубок АФК 2022 року, та грав у групі разом із в'єтнамським клубом «В'єттель», «Хьоган Юнайтед» із Сінгапуру та «Пномпень Краун» із Камбоджі, однак лаоський клуб зазнав поразки від усіх із них, і вилетів після групового етапу.
«Янг Елефантс» також брав участь у плей-оф кваліфікації Кубка АФК 2023—2024 років, де у другому попередньому раунді грав проти «Пномпень Краун», але програв з рахунком 0-3, не потрапивши до основної стадії турніру.
Після перемоги в Прем'єр-лізі Лаосу 2023 року «Янг Елефантс» пройшов кваліфікацію до Кубку виклику АФК 2024—2025 років. клуб також запросили на Клубний чемпіонат АСЕАН 2024—2025 років, але у відбірковому раунді програв камбоджійському клубу «Преах Кхан Річ Свайрінг» із загальним рахунком 3-8. після цього лаоський клуб зосередився на Кубку виклику АФК, де потрапив до одної групи з клубами «Шан Юнайтед» із М'янми і тайванським клубом «Тайнань Сіті». «Янг Елефантс» вибув із боротьби після поразки 0–2 від «Шан Юнайтед», і 2–3 від «Тайнань Сіті», а індонезієць Бріліан Алдама став єдиним гравцем клубу, який забивав у цьому турнірі.

## Титули і досягнення
- Прем'єр-ліга Лаосу (2): 2022, 2023
- Кубок Лаосу (2): 2020, 2022